# ویسوکه
ویسوکه (به چکی: Vysoké) یک منطقهٔ مسکونی در جمهوری چک است که در شهرستان ژدار ناد سازاوو واقع شده‌است.
 ویسوکه ۶٫۵۲ کیلومتر مربع مساحت و ۱۶۳ نفر جمعیت دارد و ۶۱۴ متر بالاتر از سطح دریا واقع شده‌است.